# Военнопленные советско-польской войны

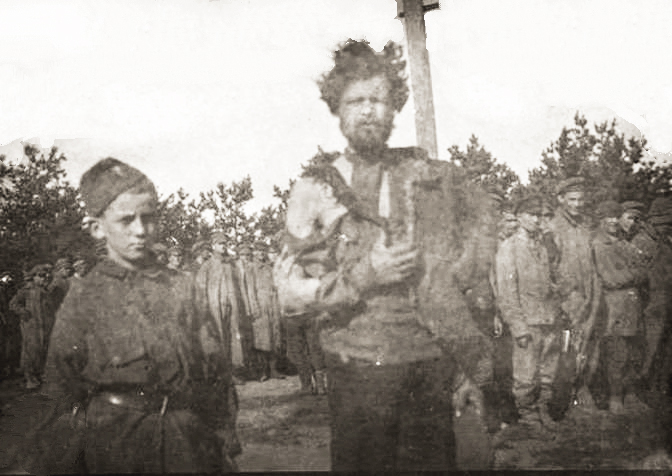
Неизвестный военнопленный с малолетним польским солдатом

Пленные советско-польской войны (1919—1923 годы) — военнослужащие Красной армии, представители политического режима РСФСР (большевики), союзные им силы, с одной стороны, и представители политического режима Польской республики, военнослужащие Войска Польского, польские участники Белого движения в Гражданской войне, с другой стороны, попавшие в плен к противнику во время советско-польской войны 1919—1921 годов.

## Причины нового интереса к теме

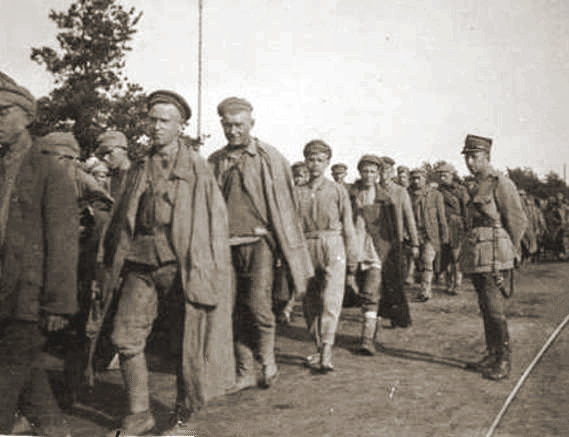
Военнопленные на марше в лагерь Рембертов

Спор Польши, правопреемницы Польской республики, и России, правопреемницы РСФСР и СССР, по т. н. Катынскому делу, закончившийся вынесением судебного определения в международной инстанции, оживил интерес в этих странах к достижению политического эффекта от изменения оценок прошлого. В этой связи выяснение потерь в плену у той или иной стороны советско-польской войны может вооружить стороны новыми аргументами в международном политическом диалоге.

#### Разброс оценок потерь РККА
По некоторым оценкам, общее число погибших в военном плену с советской стороны достигает 60-83,5 тысяч человек. Современник событий нарком иностранных дел РСФСР Г. В. Чичерин обвинил польские власти в гибели 60 тысяч советских военнопленных. По оценкам польской стороны, в течение 3 лет войны в польском плену погибло всего 16-18 тысяч советских военнопленных.

#### Разброс оценок потерь Польши
Оценки гибели поляков в плену колеблются от 3-4 из 42 тысяч до 32 из 60 тысяч взятых в плен поляков.

## Оценки численности советских потерь

#### Динамика поступления/освобождения пленных
В первый период войны (когда интенсивность сражений на фронтах ещё не достигла максимума) красноармейцев, попавших в польский плен, было сравнительно немного.
В ноябре 1919 г. в Польше находилось только 7096 пленных красноармейцев. Кроме военнопленных, в лагерях находились российские гражданские лица, интернированные решением польских административных и военных властей.
Летом 1920 года во время советского контрнаступления около 7 тысяч красноармейцев освободила 1-я Конная армия под командованием С. М. Будённого в Житомире.
После Варшавской битвы в августе 1920 года, когда в польский плен попало примерно 65 тыс. красноармейцев, условия содержания военнопленных в Польше значительно ухудшились. Последующие сражения на польско-советском фронте ещё более увеличили число военнопленных. По оценкам исследователей, после прекращения боевых действий 18 октября 1920 года на территории Польши оставалось 130 тыс. (по другим оценкам, от 110 до 170 тыс.) пленных красноармейцев.

#### «Небольшевистские русские»
Помимо пленных красноармейцев в польских лагерях находилось ещё две группы российских пленных. Это были солдаты старой русской армии, которые, по окончании Первой мировой войны, пытались вернуться в Россию из немецких и австрийских лагерей для военнопленных, а также интернированные солдаты белой армии генерала Бредова. Положение этих групп также было ужасающим; из-за хищений на кухне, пленные вынуждены были переходить на «подножный корм», которым они «разживались» у местного населения или на соседних огородах; не получали дров для обогрева и приготовления пищи. Руководство белой армии оказывало этим пленным небольшую финансовую поддержку, что частично облегчало их положение. Помощь со стороны западных государств польскими властями блокировалась.
По воспоминаниям Циммермана, бывшего адъютантом Бредова: «В военном министерстве сидели почти исключительно „пилсудчики“, относившиеся к нам с нескрываемой злобой. Они ненавидели старую Россию, а в нас видели остатки этой России».
В то же время многие пленные красноармейцы по разным причинам переходили на польскую сторону.
До 25 тысяч пленных вступили в белогвардейские, казачьи и украинские отряды, которые воевали совместно с поляками против Красной армии. Так, на польской стороне сражались отряды генерала Станислава Булак-Балаховича, генерала Бориса Перемыкина, казачьи бригады есаулов Вадима Яковлева и Александра Сальникова, армия Украинской Народной Республики. Названные части и после заключения советско-польского перемирия продолжали воевать самостоятельно, пока не были оттеснены на территорию Польши и там интернированы.

#### Оценки смертности в лагерях

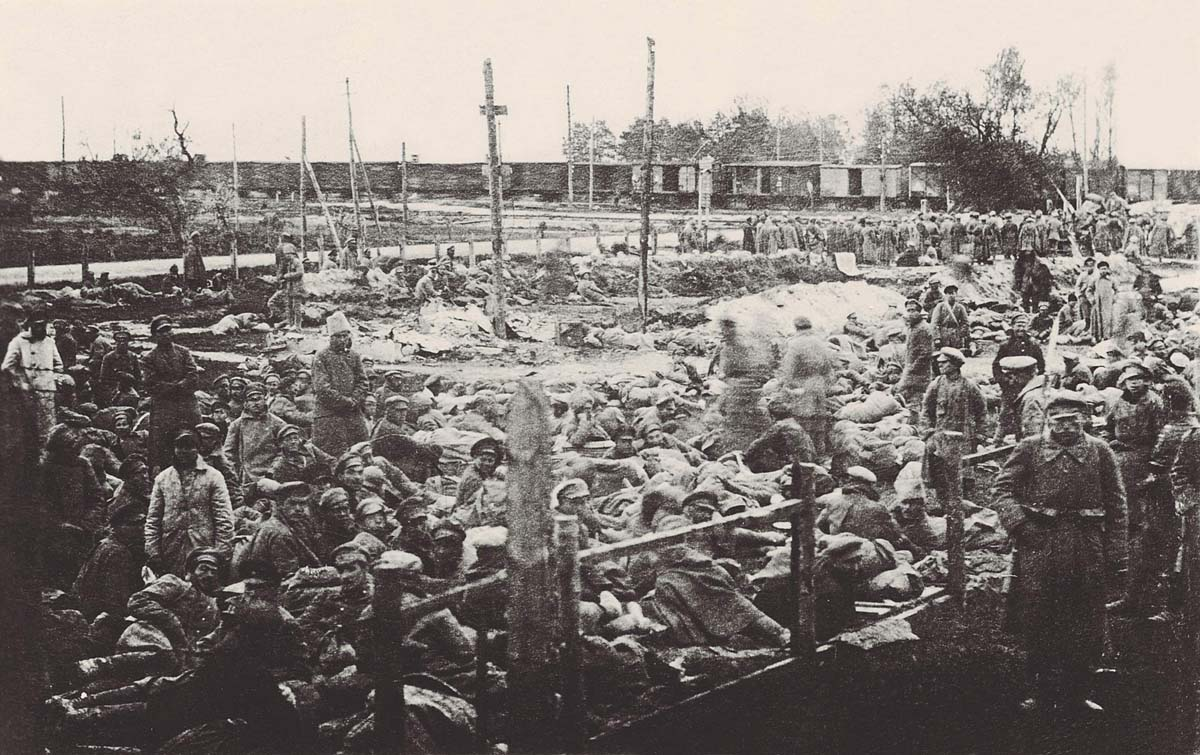
Взятые под Радзимином в плен красноармейцы, 1920 год

В результате польско-советской войны 1919—1920-х годов десятки тысяч солдат Красной армии попали в плен. Данные как об общем количестве пленных красноармейцев, так и об умерших в лагерях противоречивы.
Крупнейшими лагерями, где содержались красноармейцы, были большой лагерь в Стшалкове, лагерь в Щипёрно, группа лагерей в Брестской крепости, лагерь в Пикулице, лагерь в Тухоли, лагерь в Вадовице, лагерь в Домбе. Помимо этого, существовал целый «архипелаг» пересыльных станций, тюрем и казематов на подконтрольной в то время правительству Польской республике территории — в таких населённых пунктах, как Белосток, Пулавы, Рембертов, Модлин, Демблин, Радом, Дорогуск, Житомир, Львов, Барановичи, Волковыск, Стрый, Ковель, Радзимин, Вильно, Ровно и др.
Польские исследователи оценивают общее количество пленных красноармейцев в 80 000—110 000 человек, из которых документально подтверждёнными считают гибель 16 тысяч человек.
Советские и российские источники приводят оценки в 157—165 тысяч советских военнопленных и до 80 тысяч погибших из их числа.
В фундаментальном исследовании «Красноармейцы в польском плену в 1919—1922 гг.», подготовленном Федеральным архивным агентством России, Российским государственным военным архивом, Государственным архивом Российской федерации, Российским государственным архивом социально-политической истории и польской Генеральной дирекцией государственных архивов на основе двустороннего соглашения от 4 декабря 2000 года было достигнуто сближение российских и польских оценок в отношении количества умерших в польских лагерях красноармейцев — умерших от эпидемий, голода и тяжёлых условий содержания.
Заведующий кафедрой истории южных и западных славян МГУ Геннадий Матвеев полагал, что в плену умерло 18 — 20 тысяч красноармейцев (12-15 % от общей численности попавших в плен).
Польские профессора З. Карпус и В. Резмер утверждали, что за весь трёхлетний период пребывания в Польше (февраль 1919 — октябрь 1921) в польском плену умерло не более 16 — 17 тысяч советских военнопленных, в том числе около 8 тысяч в лагере Стшалкове, до 2 тыс. в Тухоли и около 6 — 8 тысяч в других лагерях.
Впоследствии Матвеев увеличил свою оценку до 25 — 28 тысяч, то есть до 18 %. В книге «Польский плен: Военнослужащие Красной армии в плену у поляков в 1919—1921 годах» историк также подверг развёрнутой критике методику оценки своих польских коллег.
Последняя оценка Матвеева не критиковалась профессиональными российскими историками и может считаться основной в современной российской историографии (на 2017 год).
Сколько всего погибло советских военнопленных всё же доподлинно неизвестно. Существуют, однако, различные оценки, основанные на количестве советских военнопленных, вернувшихся из польского плена — их было 75 тыс. 699 человек. При этом в данную цифру не включены те пленные, которые после освобождения пожелали остаться в Польше, а также те, кто перешёл на польскую сторону и участвовали в войне в составе польских и союзных им подразделений (до 25 тысяч пленных перешли на сторону поляков).
В дипломатической переписке между миссиями РСФСР и Польской Республики указывались и существенно более высокие цифры русских военнопленных, в том числе погибших:
Из ноты НКИД РСФСР чрезвычайному и полномочному поверенному в делах Польской Республики Т. Филлиповичу о положении и гибели военнопленных в польских лагерях (9 сентября 1921 г.):
На ответственности Польского Правительства всецело остаются неописуемые ужасы, которые до сих пор безнаказанно творятся в таких местах, как лагерь Стшалково. Достаточно указать на то, что в течение двух лет из 130 000 русских военнопленных в Польше умерло 60 000.
Российский историк Михаил Мельтюхов оценивает число погибших пленных в 60 тысяч человек, такое же число приводит И. В. Михутина.
А по подсчётам военного историка М. В. Филимошина, число погибших и умерших в польском плену красноармейцев составляет 82 500 человек.
А. Колпаков определяет количество погибших в польском плену в 89 тыс. 851 человек.
Большую роль в гибели военнопленных сыграла свирепствующая в те годы на планете пандемия «испанки», от которой погибло от 50 до 100 млн человек, в том числе в самой России около 3 млн человек.

## Обращение с советскими пленными

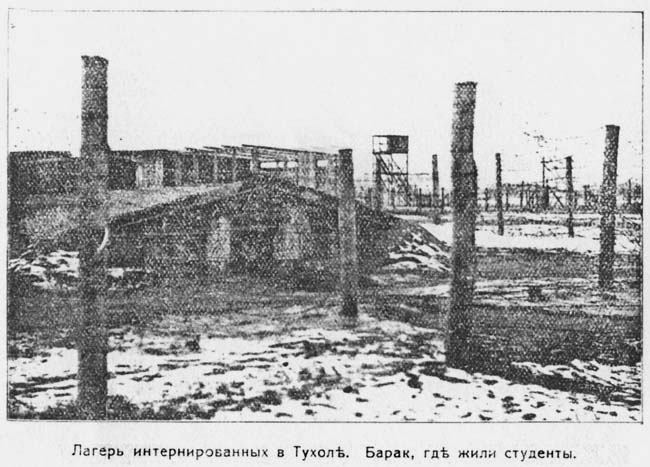
Лагерь Тухоля

Пленные красноармейцы появились после первого боевого столкновения частей Войска Польского и Красной Армии в феврале 1919 г. на литовско-белорусской территории. Сразу после появления в польских лагерях первых групп пленных красноармейцев там — из-за большой скученности и антисанитарных условий содержания — вспыхнули эпидемии заразных болезней: холеры, дизентерии, туберкулёза, возвратного, сыпного и брюшного тифа, краснухи, а также свирепствовавшей в то время на планете испанки. Из-за болезней, а также ран, голода и морозов в польских лагерях умирали тысячи человек.

9 сентября 1920 года в рапорте офицера Вдовишевского в один из отделов Верховного Командования Войска Польского говорится: 
Ком[андование] 3-й армии издало подчиненным частям секретный приказ о применении в отношении вновь взятых пленных репрессий как возмездия за убийства и истязания наших пленных.
Якобы имеются свидетельства (А. Велевейский в «Газете выборчей» от 23 февраля 1994 г.) о приказе будущего премьера, а тогда генерала, Сикорского расстрелять 199 военнопленных без суда и следствия. Генерал Пясецкий приказывал не брать русских солдат в плен, а уничтожать сдавшихся.
Описываемые эксцессы случились в победном для поляков августе 1920 года, когда Войско Польское перешло в наступление на восток. Согласно польской версии, 22 августа 1920 года командир 5-й польской армии генерал Владислав Сикорский предостерёг русских солдат 3-го кавалерийского корпуса, что каждый, пойманный на грабеже или насилии в отношении гражданского населения, будет на месте расстрелян. 24 августа под Млавой были расстреляны 200 красноармейцев 3-го корпуса кавалерии, который, как было доказано, уничтожил роту из 49-го пехотного полка, захваченную русскими в плен двумя днями ранее.
Особо тяжёлой была участь пленных красноармейцев, попавших в польские лагеря для военнопленных. Особым издевательствам подвергались коммунисты, евреи (которые впрочем часто освобождались после обращений еврейских депутатов местных и воеводских сеймиков, если не были коммунистами) или заподозренные в принадлежности к ним, пленные красноармейцы-немцы вообще расстреливались на месте. Простые пленные зачастую становились жертвами произвола польских военных властей. Широко были распространены ограбления, издевательства над пленными женщинами. Например, администрация лагеря Стшалково, в котором интернировались петлюровцы, привлекала последних к охране советских военнопленных, ставя их в привилегированное положения и давая им возможность издеваться над русскими военнопленными.

#### Декларации
В середине мая 1919 г. министерство военных дел Польши распространило подробную инструкцию для лагерей военнопленных, которая впоследствии несколько раз уточнялась и дорабатывалась. В ней детально прописывались права и обязанности пленных, рацион и нормы питания. В качестве стационарных лагерей предполагалось использовать лагеря, построенные немцами и австрийцами в период I Мировой войны. В частности, самый большой лагерь в Стшалкове был рассчитан на 25 тыс. человек.

Польша была заинтересована в имидже своей страны, поэтому в документе военного ведомства от 9 апреля 1920 года указывалось, что необходимо 
«сознавать меру ответственности военных органов перед собственным общественным мнением, а также перед международным форумом, который тут же подхватывает любой факт, который может принизить достоинство нашего молодого государства… Зло необходимо решительно искоренить. Армия прежде всего должна стоять на страже чести государства, соблюдая военно-правовые инструкции, а также тактично и культурно относясь к безоружным пленным». 

#### Истинное положение
Однако в действительности столь детальные и гуманные правила содержания военнопленных не соблюдались, условия в лагерях были очень тяжёлыми. Ситуация усугублялась эпидемиями, бушевавшими в Польше в тот период войны и разрухи. В первом полугодии 1919 г. в Польше было зарегистрировано 122 тыс. заболеваний сыпным тифом, в том числе около 10 тысяч со смертельным исходом, с июля 1919 по июль 1920 г. в польской армии было зафиксировано около 40 тысяч случаев болезни. Лагеря военнопленных не избежали заражения инфекционными заболеваниями, а зачастую были их очагами и потенциальными рассадниками. В документах упоминаются сыпной тиф, дизентерия, испанка (разновидность гриппа), брюшной тиф, холера, натуральная оспа, чесотка, дифтерия, скарлатина, менингит, малярия, венерические заболевания, туберкулёз.
Положение в лагерях для военнопленных было предметом депутатских запросов в первом парламенте Польши; вследствие этой критики правительство и военные власти предприняли соответствующие действия, и в начале 1920 г. обстановка там несколько улучшилась.
На рубеже 1920—1921 гг. в лагерях для пленных красноармейцев снова резко ухудшились снабжение и санитарные условия. Медицинская помощь военнопленным практически не оказывалась; ежедневно от голода, инфекционных заболеваний, обморожений умирали сотни заключённых.
Размещались пленные в лагерях, в основном, по национальному признаку. При этом, по инструкции II отдела Министерства военных дел Польши о порядке сортировки и классификации советских военнопленных от 3 сентября 1920 г., в самом тяжёлом положении оказывались «большевистские пленные русские» и евреи. Пленных казнили по приговорам различных судов и трибуналов, расстреливали во внесудебном порядке и при подавлении неподчинения.

#### Реальные улучшения
К 1920 году предпринятые министерством военных дел и верховным командованием Войска Польского решительные шаги в сочетании с инспекциями и жёстким контролем привели к существенному улучшению снабжения лагерей продовольствием и одеждой для пленных, к уменьшению злоупотреблений со стороны лагерной администрации. Во многих отчётах о проверке лагерей и рабочих команд летом и осенью 1920 г. отмечено хорошее питание пленных, хотя в некоторых лагерях узники по-прежнему голодали. Важную роль играла помощь союзнических военных миссий (например, США поставили большое количество белья и одежды), а также органов Красного Креста и других общественных организаций — особенно Американской ассоциации христианской молодёжи (ИМКА). Резко активизировались эти усилия после окончания военных действий в связи с возможностью обмена военнопленными.
В сентябре 1920 года в Берлине между организациями Польского и Российского Красного Креста было подписано соглашение об оказании помощи находящимся на их территории военнопленным другой стороны. Эту работу возглавили видные правозащитники: в Польше — Стефания Семполовская, а в Советской России — Екатерина Пешкова. По подписанному 24 февраля 1921 года соглашению о репатриации между РСФСР и УССР, с одной стороны, и Польшей — с другой, в Россию в марте-ноябре 1921 г. согласно справкам мобилизационного управления Штаба РККА вернулись 75 699 красноармейцев.
23 марта 1921 года был подписан Рижский договор, завершивший советско-польскую войну 1919—1921 годов. В пункте 2 статьи X этого договора подписавшиеся стороны отказывались от претензий за «проступки против правил, обязательных для военнопленных, гражданских интернированных и вообще граждан противной стороны», тем самым «урегулировав» и вопрос о содержании советских военнопленных в польских лагерях.

## Проблема выработки единой позиции
В советское время долгий период судьба красноармейцев в польском плену не исследовалась, а после 1945 г. замалчивалась по политически мотивированным соображениям, поскольку Польская народная республика была союзником СССР. Только в последние десятилетия в России снова появился интерес к этой проблематике. Заместитель секретаря Совета безопасности РФ Н. Н. Спасский в интервью «Российской газете» обвинил Польшу в «смерти десятков тысяч красноармейцев, погибших в 1920—1921 гг. в польских концентрационных лагерях».
В 2004 Федеральным архивным агентством России, Российским государственным военным архивом, Государственным архивом Российской федерации, Российским государственным архивом социально-экономической истории и польской Генеральной дирекцией государственных архивов на основе двустороннего соглашения от 4 декабря 2000 года предпринята первая совместная попытка историков двух стран найти истину на основе детального изучения архивов — прежде всего польских, так как события происходили преимущественно на польской территории. Впервые достигнуто согласие исследователей в отношении количества красноармейцев, умерших в польских лагерях от эпидемий, голода и тяжёлых условий содержания.
Тем не менее, по ряду аспектов мнения исследователей двух стран разошлись, вследствие чего результаты изданы общим сборником, но с разными предисловиями в Польше и России. Предисловие к польскому изданию написано Вальдемаром Резмером и Збигневом Карпусом из Университета Николая Коперника в Торуни, а к российскому — Геннадием Матвеевым из Московского Государственного Университета им. Ломоносова.
Количество военнопленных-красноармейцев польские историки оценили в 80 — 85 тыс., а российские — в 157 тыс. Число смертей в лагерях польские историки оценили в 16 — 17 тыс., российские историки в 18 — 20 тыс. Матвеев указывал на расхождение данных из польских и российских документов, на неполноту польского учёта гибели военнопленных, и в более поздних своих работах увеличил оценку числа погибших до 25 — 28 тысяч человек.
Совместное исследование показало, что основными причинами смертности в лагерях были болезни и эпидемии (грипп — пандемия испанки, тиф, холера и дизентерия). Польские историки отметили, что эти заболевания также повлекли значительные жертвы и среди военного и гражданского населения. Между польскими участниками данной группы и российским историком Г. Матвеевым сохранились большие расхождения по вопросу о количестве пленных красноармейцев, что, по мнению Матвеева, указывает на неопределённость судьбы около 50 тысяч человек.
Г. Ф. Матвеев указывает на занижение польскими историками числа пленных красноармейцев, а вместе с тем и числа погибших пленных, на сомнительность данных из польских документов времён войны: «Сложность проблемы заключается в том, что доступные в настоящее время польские документы не содержат сколько-нибудь систематических сведений о численности попавших в польский плен красноармейцев».
Указывает этот исследователь и случаи расстрела польскими военными пленных красноармейцев на месте, без отправления их в лагеря для военнопленных, чего не отрицают и польские историки. Российская исследовательница Т. Симонова пишет, что З. Карпус определял количество погибших пленных красноармейцев в Тухоли на основании кладбищенских списков и актов смерти, составленных лагерным священником, в то время как священник не мог отпевать коммунистов, а могилы умерших, по воспоминаниям очевидцев, были братскими.

#### Недостаточность данных
В отличие от информации о положении советских и украинских пленных в Польше информация о пленных поляках в России чрезвычайно скупа и ограничивается концом войны и периодом репатриации, тем не менее сохранились некоторые редкие документы.
В открытых источниках говорится о 33 лагерях на территории России и Украины. На 11 сентября 1920 г. по данным, полученным Польсекцией от 25 лагерей, в них содержалось 13 тыс. человек. Фигурируют названия Тульского и Ивановского лагерей, лагеря под Вяткой, Красноярском, Ярославлем, Иваново-Вознесенском, Орлом, Звенигородом, Кожуховом, Костромой, Нижним Новгородом, упоминаются лагеря в Мценске, в деревне Сергеево Орловской губернии. Пленные подвергались принудительным работам. В частности польские пленные работали на Мурманской железной дороге. В Главном Управлении общественных работ и повинностей НКВД на 1 декабря 1920 г. имелся план распределения работ на 62 тыс. пленных.
В это число входили не только польские пленные, но и пленные гражданской войны, а также 1200 балаховичевцев, которые находились в Смоленском лагере.
Даже точное число военнопленных польско-советской войны назвать затруднительно, поскольку наряду с ними в лагерях содержались и поляки Польского легиона, воевавшими под руководством графа Соллогуба на стороне Антанты, и поляки V-ой дивизии польских стрелков, воевавшие под командованием полковника В. Чумы в Сибири на стороне Колчака.

#### Примеры эксцессов военного времени
Весной 1920 года началась советско-польская война, которая послужила предлогом для новых репрессий против поляков на территории Сибири. Начались аресты польских солдат, которые прокатились практически по всем крупным городам Сибири: Омск, Новониколаевск, Красноярск, Томск. Чекисты выдвигали против пленных поляков следующие обвинения: служба в польском легионе и грабёж мирных жителей, участие в «контрреволюционной организации», антисоветская агитация, принадлежность к «польскому гражданству» и т. д.
В качестве наказания служило заключение в концентрационный лагерь или принудительные работы сроком от 6 месяцев до 15 лет. С особенной жестокостью действовали органы ВЧК на железной дороге. Так называемые «Районные транспортные чрезвычайные комиссии по борьбе с контрреволюцией» своими постановлениями в Томске, Красноярске приговаривали польских солдат к расстрелу. Как правило, через несколько дней приговор приводился в исполнение.
В 1921 г. после подписания мирного договора между Советской Россией и Польшей польская делегация по репатриации выступала с требованиями проведения судебного расследования в связи с расстрелами органами ВЧК польских военнопленных в Красноярске.
В Иркутске по приказу губчека расстреляна в июле 1921 г. группа польских граждан, то же самое произошло в Новониколаевске, где 8 мая 1921 г. были расстреляны двое поляков.
Из солдат капитулировавшей в Сибири в январе 1920 года V-ой дивизии польских стрелков, которые не захотели вступать в Красную армию, была сформирована «Енисейская рабочая бригада». Всего в Красноярском лагере находилось примерно 8 тыс. пленных поляков. Продовольственный паёк военнопленных был недостаточным. Поначалу пленные получали полфунта хлеба, конину и рыбу. Охрана, состоявшая из «интернационалистов» (немцы, латыши и венгры), грабила их, так что они оставались почти в лохмотьях. Сотни пленных стали жертвами эпидемии тифа. Тяжёлым было положение пленных, которые находились в Томске на принудительных работах, иногда они не могли ходить от голода.
В целом современник и в некоторой степени участник тех событий профессор Ягеллонского университета Роман Дыбосский оценивает потери польской дивизии убитыми, замученными, умершими в 1,5 тыс. человек.

#### Обращение
Советские власти большое значение придавали культурно-просветительной и политико-воспитательной работе среди пленных. Предполагалось, что посредством такой работы среди рядовых (офицеры считались контрреволюционерами) можно будет развить у них «классовое» сознание и превратить их в сторонников советской власти. Такой работой занимались в основном поляки-коммунисты. Однако есть основания утверждать, что в Красноярском лагере эта работа успеха не имела. В 1921 г. из более 7 тыс. пленных в коммунистические ячейки вступил только 61 человек.
В целом условия содержания польских пленных в России были намного лучше, чем условия, в которых находились российские и украинские пленные в Польше. Определённая заслуга в этом принадлежала Польской Секции при ПУРе РККА, работа которой расширялась. В России подавляющее большинство польских пленных рассматривалось как «братья по классу» и какие-либо репрессии в отношении них не проводились. Если случались отдельные эксцессы в отношении пленных, то командование стремилось пресекать их и наказывать виновных.

#### Оценки численности
По данным М. Мельтюхова, польских пленных в Советской России было около 60 тысяч человек, в том числе интернированные лица и заложники. Из них в Польшу вернулось 27 598 человек, около 2 000 осталось в РСФСР. Судьба оставшихся 32 тысяч человек неясна.
По другим данным, в 1919—1920 годах было взято 41-42 тысячи польских военнопленных (1500—2000 — в 1919 году, 19 682 (ЗФ) и 12 139 (ЮЗФ) в 1920 году; ещё до 8 тысяч составила V дивизия в Красноярске). Всего с марта 1921 по июль 1922 года было репатриировано 34 839 польских военнопленных, ещё порядка 3 тысяч изъявили желание остаться в РСФСР. Таким образом, убыль составила порядка 3-4 тысяч военнопленных. Из них около 2 тысяч зафиксированы по документам как умершие в плену.
По данным доктора исторических наук В. Масяржа из Сибири в Польшу в ходе репатриации 1921—1922 гг. уехало около 27 тыс. поляков.
В число репатриантов включены не только пленённые в ходе советско-польской войны 1919—1921 годов поляки. Согласно сводке Организационного управления РККА о потерях и трофеях за 1920 год, количество пленных поляков по Западному фронту по состоянию на 14 ноября 1920 г. составило 177 офицеров и 11840 солдат, то есть, всего 12017 человек. К этому количеству следует добавить попавших в плен поляков на Юго-Западном фронте, где только во время прорыва Первой конной армии в начале июля под Ровно было взято в плен свыше тысячи поляков, а по данным оперативной сводки фронта от 27 июля только в районе Дубно-Бродского было захвачено 2 тыс. пленных. Кроме того, если сюда приплюсовать интернированные части полковника В. Чумы, воевавшие на стороне армии Колчака в Сибири (свыше 10 тыс.), то общее количество польских военнопленных и интернированных — 30 тыс. человек.
По данным историка И. В. Беловой, на конец 1920 года в Советской России находилось от 23 000 до 30 000 польских военнопленных.